# 청왕소철
청왕소철(학명: Cycas cairnsiana)은 열대식물 소철의 일종으로, 호주 퀸즐랜드 북부가 원산지이다. 줄기 지름은 12-16cm이며 2-5m까지 높이 자란다.